# حاجی‌آباد (نوق)
حاجی‌آباد یک روستا در ایران است که در دهستان بهرمان شهرستان رفسنجان واقع شده‌است.